# Marytje Arendsdr
Marytje Arendsdr. (geboren vermutlich in Schiedam; begraben am 19. September 1601 ebenda) war eine niederländische Frau, die 1593 vom Obersten Gerichtshof wegen Zauberei freigesprochen wurde.

## Leben
Marytje Arendsdr. war mit dem Schuhmacher Jacob Adriaansz verheiratet und wurde 1591 von ihrer Nachbarin Maritje Cornelissen der Zauberei beschuldigt. Bereits seit einiger Zeit gab es Gerüchte, dass sie Zauberpraktiken ausüben würde. Am 28. Oktober 1589 hatte sie bereits aufgezeichnet, dass einige Frauen sie gezwungen hatten, ein junges Mädchen zu segnen. Sie wurde 1591 zusammen mit einer Reihe anderer Frauen von Melchior Willemsz gefangen genommen und von Van Welhoek, Gerichtsvollzieher von Schiedam, offiziell angeklagt. Marytje Arendsdr. wehrte sich gegen diese Anschuldigung und wandte sich an das niederländische Gericht mit der Forderung, ihren Namen reinzuwaschen. Zusammen mit der Mitverdächtigen Neeltje Andries ließ sie sich zu diesem Zweck am 20. Februar 1591 „säubern“. Sie wurde für eine bestimmte Zeit inhaftiert und diejenigen, die etwas vorzuwerfen hatten, wurden zur Aussage aufgefordert. Wurde keine Anklage erhoben, oder waren die Beweise unzureichend, wurde der Verdächtige für„rein, rein und unschuldig“ erklärt. Diese „Säuberung“ war nicht ohne Risiko, wenn der Verdacht auf Zauberei bestand. Wurden belastende Beweise vorgelegt, konnte dies zu einem Verhör unter Folter und damit zu einem Geständnis und der Todesstrafe führen.
Die Frauen gingen dieses Risiko vermutlich ein, da zuvor mehr als 42 Personen angegeben hatten, dass Marytje und Neeltje gute Nachbarinnen und ehrenhafte, tugendhafte Frauen seien. Sie hatten nichts Seltsames an ihnen gesehen und hatten nichts über sie zu sagen. Zu dieser Personengruppe gehörten zwei ehemalige Bürgermeister, zwei Mitglieder des Schiedam-Rats und ein Waisenmeister. Die Anklage führte neun Personen auf, die sie der Zauberei beschuldigten, zudem gab es zwei Geständnisse von zwei zuvor verurteilten Frauen aus Schiedam, in denen sie ebenfalls der Zauberei beschuldigt wurden. So soll sie 1589 die Tochter ihrer Nachbarin auf der anderen Straßenseite Maritje Cornelissen verhext haben, indem sie „sie schrecklich ansah“. Das Mädchen war mehrmals blind, lahm und stumm zu Boden gefallen. Wann immer das Mädchen die Kontrolle über sich selbst verlor, hatte sie die Gestalt von Marytje Arendsdr gesehen. Die Mutter ließ Marytje Arendsdr kommen und unter dem Zeugnis von fünf weiteren Frauen wurde sie genötigt, das Kind zu segnen und so den Zauber aufzugeben. Zunächst weigerte sie sich, dann kam sie der Forderung nach. Anschließend wurde sie gewaltsam aus dem Haus entfernt. Später wurde sie von Cornelis Cornelissen, dem Vater des Mädchens, beschuldigt, den Untergang seines Schiffes verursacht zu haben. Schließlich soll sie mit anderen der Hexerei verdächtigten Frauen mit Teufeln in männlicher Gestalt getanzt haben. Während dieses Tanzes konnten sie einander sehen, waren aber für andere Menschen unsichtbar. Letzteres war möglich durch die Kraft eines Krauts, das sie vom Teufel erhalten hatten.

### Freispruch
Diese Vorwürfe von Melchior van Welhoek führten am 24. Februar 1592 zum Urteil eines härteren Verhört, gegebenenfalls unter Folter. Noch bevor es verkündet wurde, legte sie Berufung beim Hohen Rat der Niederlande, dem höchsten Gericht der Niederlande, ein. Der Rat prüfte die Fakten erneut und berief erneut eine Reihe von Zeugen. Vom Hohen Rat wurde sie am 8. Juli 1593 von der Anklage freigesprochen und Strafverfolgung und der Haftstrafe entlassen. Die Kosten des Prozesses wurden an Melchior van Welhoek, den Gerichtsvollzieher von Schiedam, auferlegt.
Den Freispruch hatte sie laut De Waardt vermutlich ihren hochrangigen Freunden in Schiedam zu verdanken. Fraglich blieb, warum der Amtmann und die Stadträte von Schiedam nicht selbst diese Zeugenaussagen entlastend gewertet hatten und auch, dass ihr Verteidiger die Möglichkeit eines Pakts mit dem Teufel als solchen nicht ausschloss, aber erklärte, dass die Zeugen der Anklage unglaubwürdig und das Verbrechen daher nicht beweisbar seien. Der Freispruch von Marytje Arendsdr. und Neeltje Andries war für die Rechtswissenschaft von großer Bedeutung. Seit diesem Urteil ist es in Holland praktisch unmöglich, eine der Zauberei beschuldigte Frau strafrechtlich zu verfolgen. Vermutlich ist eine von ihnen die Frau, über die Jacob Cats schrieb:

“Een vrouw van Schiedam, der pijnbank toegewezen/ Beriep haar op het Hof, en na een hard geding/ Zo was ’t dat zij de bank en alle straf ontging./ Ey ziet! Na dat het hof dit vonnis had gegeven,/ scheen alle toverij als uit het land verdreven”

„Eine Frau aus Schiedam wurde auf die Folterbank geschickt/ legte gegen sie Berufung beim Gericht ein und nach einem harten Prozess/ So kam es, dass sie der Richterbank und jeder Bestrafung entging./ Oh, schau! Nachdem das Gericht dieses Urteil gefällt hatte, schien jegliche Zauberei aus dem Land vertrieben worden zu sein“

Marytje Arendsdr. lebte nach dem Freispruch weitere sieben Jahre mit reinem Namen. Sie hat vermutlich zwei Jahre und fünf Monate unter der Anklage der Zauberei im Gefängnis verbracht. Am 19. September 1601 wurde sie in der Grote Kerk von Schiedam bestattet.